# Battaglia di Verona (489)
La battaglia di Verona fu combattuta il 28 settembre 489 tra l'esercito del Re d'Italia
Odoacre e gli invasori Ostrogoti capeggiati da Teodorico, che riportarono una netta vittoria. Essa segna la fine del breve dominio sull'Italia (476-489) da parte di Odoacre, che fu costretto a riparare a Ravenna, dove si arrenderà a Teodorico dopo tre anni di assedio.
La battaglia si svolse il 28 settembre del 489, e vide i due eserciti nemici schierarsi nei pressi dell'Adige. Inizialmente ci fu un attacco da parte dei Goti, che si erano schierati su un'unica fila, dietro alla quale c'erano i carriaggi della popolazione. L'attacco fu però respinto dai mercenari di Odoacre, che ordinò l'avanzata verso i carriaggi dei Goti. Teodorico, allora decise di portare i suoi soldati a ridosso dei carriaggi, in modo che il nemico si lanciasse contro di essi credendo che i Goti si sarebbero fatti sterminare davanti ai carriaggi. In questo modo, però i nemici si erano sparpagliati, e quando con loro sorpresa, Teodorico guidò un assalto in prima fila, distinguendosi per il grande coraggio, la battaglia volse incredibilmente a favore dei Goti che misero in rotta il nemico che fuggì attraverso l'Adige. La vittoria era per Teodorico nettissima.